# Роман Склір (проедр)
Роман Склір (*Ρωμανός Σκληρός, бл. 1010 — бл. 1065) — державний діяч Візантійської імперії.

## Життєпис
Походив з аристократичного роду Склірів. Син Барда Скліра та онук Романа Скліра, магістра та стратега феми Антіохія. У 1034 році призначається стратегом феми Опсікії. Після сходження на трон Костянтина IX Мономаха, який був коханцем його сестри Марії отримує посаду стратега феми Самос.
Брав участь у походах на Сицилії під орудою катепана Георгія Маніака. Під час відсутності останнього спокусив дружину Маніака. У відповідь Георгій Маніак у 1043 році повстав, оголосивши себе імператором. Склір брав участь у боях проти Маніака біля Фессалонік, де бунтівні війська зазнали поразки. Слідом за цим Романа Скліра призначено магістром і протостратором.
У 1054 році стає проедром, стратопедархом Сходу і дуксом Антіохії. Обіймав посаду до 1056 року — до самої смерті імператора Костянтина IX. Під час своєї каденції зазнав декількох поразок від військ Фатимідського халіфату. У березні 1056 року імператриця Феодора відсторонила Романа Скліра від посад стратопедарха Сходу і дукса Антіохії (зберіг посаду проедра), коли той прибув до Константинополя. Політична ситуація Скліра не змінилася після сходження на трон Михайла VI.
У 1057 році підтримав заколот Ісаака Комніна проти імператора. Вирішальна битва відбулася біля містечка Поломон (неподалік від Нікеї). Роман Склір керував правим флангом війська Комніна. Під час битви війська Скліра було розбито, а сам він потрапив у полон. Але зрештою Комнін здобув повну перемогу над імператором Михайлом VI. Слідом за цим Склір отримав волю.
Того ж року знову призначено дуксом Антіохії. У 1058 році втратив свою посаду і повертається до Константинополя. В подальшому став прихильником роду Дук, оскільки був одружений з сестрою Костянтина Дуки, якому 1059 року допоміг посісти трон.
У 1059 році призначається дукою феми Анатоліка. У 1062 році стає доместіком схол Заходу (йому підпорядковувалися усі війська). Виявився нездатним організувати оборону балканських володінь від нападів печенігів, що саме тоді почали напади на прикордоння імперії. У 1064 році отримав почесний титул куропалата. Помер близько 1065 року. На посаді його замінив Никифор Ватац.

## Родина
Дружина — Марія, донька Андроніка Дуки, стратега феми Мізія.
Діти:
- Миколай (1040—після 1084), куропалат
- Михайло (д/н—після 1094), куропалат
- Андронік (д/н—після 1104), дромологофет, себаст, учасник Влахернського синоду 1094 року
- син (1045—?)